# Heinrich Zollinger (Chemiker)

Heinrich Zollinger (ca. 1970)

Heinrich Zollinger (* 29. November 1919 in Aarau; † 10. Juli 2005) war ein Schweizer Chemiker, der sich mit Farbstoffen befasste.

## Biografie
Er war der Sohn eines Medizinprofessors, besuchte das Kantonale Realgymnasium in Zürich (Matura 1939) und studierte ab 1939 an der ETH Zürich Chemie mit der Promotion 1944 bei Hans Eduard Fierz-David (Beiträge zur Darstellung und Polymerisation des Vinylchlorids), dessen Vorlesungsassistent er war. Zwischen 1945 und 1960 war Zollinger bei der Ciba AG in Basel in der Farbstoffchemie tätig. 1951/52 weilte er zu einem Studienaufenthalt am Massachusetts Institute of Technology. Er habilitierte sich 1951 in Basel und war dort danach Privatdozent. 1960 wurde er Professor für organisch-technische Chemie an der ETH Zürich (zuerst Assistenzprofessor, 1962 außerordentlicher Professor und mit ordentlicher Professur ab 1967). An der ETH Zürich wirkte er von 1973 bis 1977 als Rektor, 1987 wurde Zollinger emeritiert. Er war mehrfach Gastprofessor in den USA und Israel.
Er befasste sich vor allem mit Azofarbstoffen, Textilfärbung und -veredelung und entwickelte eine einfache Färbemethode für Polyacrylnitrilfasern (1952).
1970 erhielt er den Conrad-Preis für Textilchemie, er war Ehrendoktor der Universität Stuttgart (1977) und der Technischen Hochschule Tokio und erhielt in Japan den Orden der aufgehenden Sonne.
1977 bis 1979 war er im Stiftungsrat des Schweizerischen Nationalfonds und von 1980 bis 1982 Präsident der Internationalen Union für Reine und Angewandte Chemie. 1984 wurde er zum korrespondierenden Mitglied der Göttinger Akademie der Wissenschaften gewählt.
1948 heiratete er Heidi Frick, mit der er drei Söhne hatte (einer davon ist der Kulturingenieur Fritz Zollinger).
In seiner Jugend war er begeisterter Pfadfinder und von Dezember 1941 bis August 1942 Oberfeldmeister der Pfadfinderabteilung Flamberg in Zürich.

## Schriften
- Farbe: eine multidisziplinäre Betrachtung, Zürich: Verlag Helvetica Chimica Acta 1999
  - Englische Ausgabe: Color, a multidisciplinary approach, Verlag Helvetica Chimica Acta 1999
- Chemie der Azofarbstoffe, Birkhäuser 1958
- Diazo and Azo Chemistry: Aliphatic and Aromatic Compounds, Interscience 1961
- Diazo Chemistry, Weinheim: VCH, 2 Bände 1994/95
- Chemische Grundlagen der Farbenchemie, ETH Fachverlag 1968
- Color chemistry: syntheses, properties, and applications of organic dyes and pigments, 3. Auflage, Verlag Helvetica Chimica Acta, Wiley-VCH 2003
- mit Paul Rys: Leitfaden der Farbstoffchemie, Weinheim: Verlag Chemie 1970,  3. Auflage 1982
- Herausgeber: Aromatic Compounds, London: Butterworths 1976
- Chemie und Hochschule: Beiträge zum Komplementaritätsdenken in Lehre und Forschung, Birkhäuser 1978